# Itajaí Open de Tênis 2013
L'Itajaí Open de Tênis 2013, noto come Taroii Open de Tênis 2013 per motivi di sponsorizzazione, è stato un torneo professionistico maschile di tennis facente parte della categoria ATP Challenger Tour nell'ambito dell'ATP Challenger Tour 2013. È stata la 1ª edizione del torneo, si è giocata dall'8 al 14 aprile 2013 sui campi in terra rossa dell'Itamirim Clube de Campo a Itajaí, in Brasile, e aveva un montepremi di $35,000+H.

## Partecipanti singolare

### Teste di serie
| Nazionalità | Giocatore              | Ranking* | Testa di serie |
| ----------- | ---------------------- | -------- | -------------- |
| Brasile     | Rogério Dutra da Silva | 111      | 1              |
| Brasile     | João Souza             | 113      | 2              |
| Portogallo  | Gastão Elias           | 133      | 3              |
| Croazia     | Antonio Veić           | 147      | 4              |
| Argentina   | Guido Andreozzi        | 168      | 5              |
| Serbia      | Boris Pašanski         | 170      | 6              |
| Brasile     | Thiago Alves           | 179      | 7              |
| Argentina   | Agustín Velotti        | 183      | 8              |

- Ranking al 1º aprile 2013.

### Altri partecipanti
Giocatori che hanno ricevuto una wild card:
- Eduardo Dischinger
- Rogério Dutra da Silva
- Guilherme Hadlich
- Bruno Sant'Anna

Giocatori che sono passati dalle qualificazioni:
- André Ghem
- Máximo González
- Jozef Kovalík
- Axel Michon

## Partecipanti doppio

### Teste di serie
| Nazionalità | Giocatore             | Nazionalità | Giocatore              | Ranking* | Testa di serie |
| ----------- | --------------------- | ----------- | ---------------------- | -------- | -------------- |
| Croazia     | Nikola Mektić         | Croazia     | Antonio Veić           | 335      | 1              |
| Brasile     | Guilherme Clezar      | Brasile     | Fabricio Neis          | 476      | 2              |
| Brasile     | Daniel Dutra da Silva | Brasile     | Rogério Dutra da Silva | 528      | 3              |
| Argentina   | Guido Andreozzi       | Uruguay     | Ariel Behar            | 571      | 4              |

- Ranking al 1º aprile 2013.

### Altri partecipanti
Coppie che hanno ricevuto una wild card:
- Ricardo Hocevar /  Eduardo Russi
- João Lucas Menezes /  Leonardo Telles
- Alexandre Schnitman /  João Walendowsky

## Vincitori

### Singolare
Rogério Dutra da Silva ha battuto in finale  Jozef Kovalík con il punteggio di 4–6, 6–3, 6–1

### Doppio
James Duckworth /  Pierre-Hugues Herbert hanno battuto in finale  Guilherme Clezar /  Fabricio Neis con il punteggio di 7–5, 6–2